# Кліпгаузен
Кліпгаузен (нім. Klipphausen) — сільська громада в Німеччині, розташована в землі Саксонія. Входить до складу району Майсен.
Площа — 111,56 км2. Населення становить 10 336 ос. (станом на 31 грудня 2020).